# الرابطة البرلمانية 1978–79
الرابطة البرلمانية 1978–79 (بالإنجليزية: 1978–79 Isthmian League)‏ هو موسم من دوري إسثميان. فاز فيه نادي بركنغ ‏.